# الهندوسية في مدغشقر
يبدأ تاريخ الهندوسية في مدغشقر مع وصول الغجراتيون من منطقة سوراشترا في شبه القارة الهندية منذ عام 1870، وكانت مدغشقر في ذاك الوقت مستعمرة فرنسية تُعرف باسم ملغاش. وكانت غالبية هؤلاء المهاجرين من المسلمين (الخوجا والإسماعيليين والبهرة الداودية)، ولكن كان منهم أيضاً أقلية من الهندوس.

## الوضع الحالي
ذكر تقرير الحرية الدينية الدولي الذي صدر عام 2006 عن وجود أقلية هندوسية في مدغشقر. ويعمل الكثير من هندوس مدغشقر في مجال الأعمال أو تقنية المعلومات. وقد تعاقب وجود الأقلية الهندوسية على الجزيرة على مدى أجيالٍ عدة، ويُلاحظ أن غالبيتهم يتحدث الهندية أو الغوجاراتية كما تنتشر بينهم بعض لغات الهند الأخرى، فيما تتحدث الأجيال الشابة ثلاثة لغات على الأقل وهي الفرنسية أو الإنجليزية والغوجاراتية والملغاشية.

## وصلات خارجية
- رابطات هندوسية في مدغشقر